# Dagmar Dreke

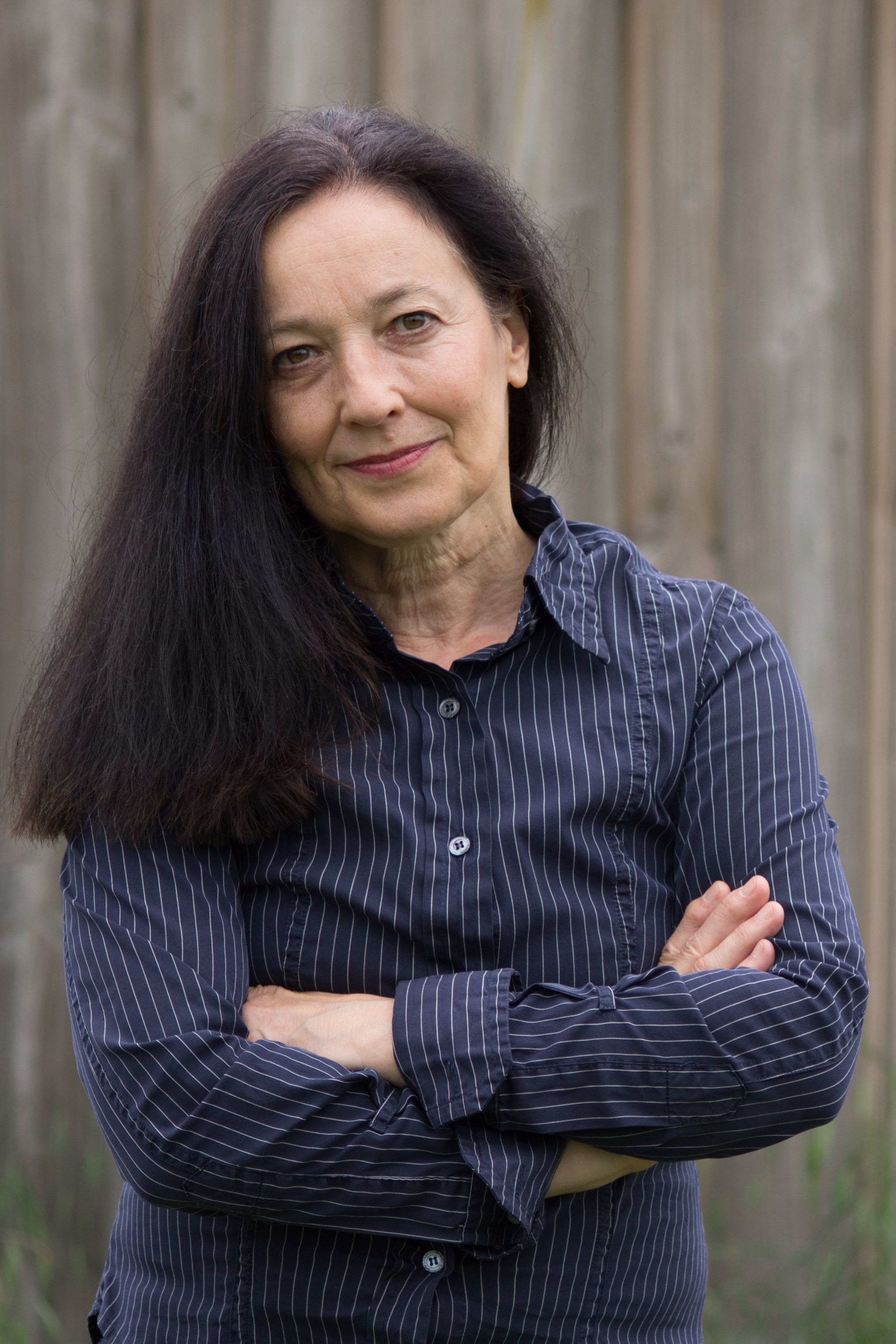
Dagmar Dreke

Dagmar Dreke (* 1958 in Hamburg) ist eine deutsche freischaffende Schauspielerin, Sängerin, Synchron- und Hörbuchsprecherin.

## Leben
Nach ihrem Schulabschluss  studierte Dreke in ihrer Heimatstadt von 1978 bis 1984 das Fach Romanistik an der Universität Hamburg. Parallel zu ihrem Studium nahm sie auch erste kleinere Fernsehrollen an wie beispielsweise in dem Fernsehspiel Nebenwirkungen von Ralph Bridle, nahm aber auch mehrere Stückverträge am Schauspielhaus Hamburg wahr.
1984 ging Dreke nach Hannover, wo sie bis 1988 eine ergänzende Schauspielausbildung an der Hochschule für Musik und Theater durchlief und erste Videodreharbeiten praktizierte. In der niedersächsischen Landeshauptstadt stand sie als Schauspielerin für mehrere Theater unter Vertrag, so für das Niedersächsische Staatstheater, die Theaterwerkstatt Hannover und das Neue Theater Hannover, bevor sie 1988 für knapp zwei Jahren im hannoverschen Theater der Jugend engagiert wurde.
Ebenfalls im Theater der Jugend lernte Dreke den als Gastspieler auftretenden Kabarettisten und Sänger Bengt Kiene kennen, mit dem sie dann das Stück Von Menschen und Haifischen aufführte, eine Collage aus Texten und Liedern von Bertolt Brecht. Gemeinsam mit dem Pianisten und Komponisten Holger Kirleis gründeten die drei im Jahr 1990 die Künstlerkooperative Hebebühne, zu der bald auch der Lyriker und Rezitator Oskar Ansull und andere hinzustießen. In dieser Zeit wirkte Dreke als freischaffende Schauspielerin und Sängerin.
Zuvor war Dagmar Dreke bereits ab 1988 als Synchron- und Rundfunksprecherin tätig gewesen, arbeitete dann in der Rundfunkwerbung für das Fernsehen, Rundfunkfilme und Videos in diversen Studios vor allem in Hamburg und Hannover. Diese Engagements wurden 1990 bis 1991 ergänzt durch einen Stückvertrag am Klecks-Theater Hannover.
Neben ihren zahlreichen künstlerischen Aktivitäten trat Dreke ab 1995 bei verschiedenen Vernissagen in Museen und in Ausstellungseröffnungen beispielsweise in Hildesheim, Dresden, Bochum oder Baden-Baden auf. Im Rahmen ihrer Künstlerkooperative Hebebühne wirkte sie in Theater-, Literatur- und Musikproduktionen mit. 1996 trat sie als Solistin auf beim Chanson-Abend Was man allen alles sagen könnte und in dem Theaterstück Beim Aufräumen von Jorge Goldenberg.
Dagmar Dreke ist Mutter eines 1981 geborenen Sohnes.

## Werke (Auswahl)
- Thomas Karallus (Hörspielbearbeiter), Dagmar Dreke: Winx-Club. Das Original-Hörspiel zur TV-Serie, 4 CDs, Hamburg: Edel Germany, 2015
- Kleiner Rabe Socke: Alles rabenstark! Hörspiele mit Musik, 1 CD, Berlin: Universal, 2015[4]